# Hermannia spathulata
Hermannia spathulata är en kvalsterart som beskrevs av Sandór Mahunka 1985. Hermannia spathulata ingår i släktet Hermannia och familjen Hermanniidae. Inga underarter finns listade i Catalogue of Life.